# 劉愛香
劉　愛香（りゅう　あいか、1966年4月3日- ）は中国の柔道選手。階級は72kg級。

## 人物
1986年にマーストリヒトで開催となった世界選手権では、72kg級に出場して銅メダルを獲得した。1987年の世界選手権では3回戦で田辺陽子に腕挫十字固で敗れて、今大会で3位までに入った選手に出場権が与えられる翌年のソウルオリンピック(公開競技)には出場できなかった。

## 主な戦績
- 1986年 - 世界選手権　3位